# Лютик стелющийся
Лютик стелющийся, или Лютик распростёртый, или Лютик простёртый (лат. Ranunculus reptans) — миниатюрное травянистое растение, гемикриптофит, вид рода Лютик семейства Лютиковые (Ranunculaceae).

## Название
Русскоязычное родовое название лютик связывают с корнем -лют- из-за «лютого» (ядовитого для скота) сока. Научное латинское название Ranunculus переводится как «маленькая лягушка, лягушонок, головастик» и вероятнее всего связано с тем, что многие виды рода произрастают в сырых заболоченных местах, населенных лягушками.
Видовой эпитет стелющийся или распростертый является калькой-переводом латинского reptans, что означает «ползучий, ползающий, проникающий».

## Ботаническое описание

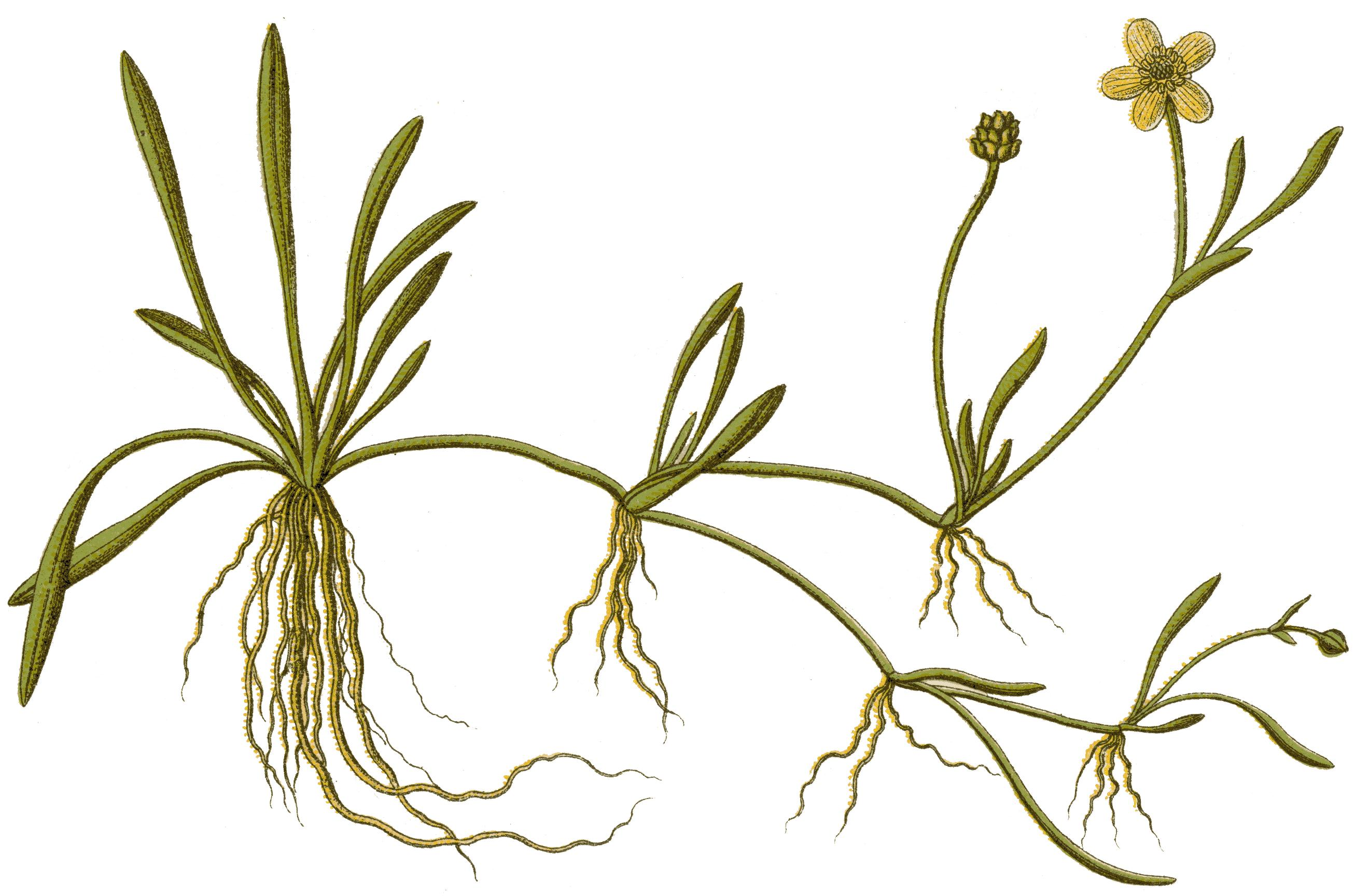
Лютик стелющийся.

Многолетнее миниатюрное голое или почти голое растение с распростертыми на почве нитевидно-тонкими ветвистыми стеблями, укореняющимися в узлах.
Листья узко-линейные, почти нитевидные, изредка линейно-ланцетные, постепенно переходящие в черешки.
Цветоносы голые или слабо прижато-волосистые.
Цветки мелкие, жёлтые, 5-9 мм диаметром. Чашелистики в количестве 5, яйцевидные, тупоконечные, до 2 мм длиной. Лепестков 5, продолговато-эллиптической формы, 3,5 — 5 мм длиной, внизу резко переходящие в узкий ноготок при основании с медовой железкой.
Плодовая головка шаровидная, около 2-3 мм в диаметре, рыхлая, с немногочисленными (обычно 2-3, остальные недоразвитые) плодиками. Форма плодиков обрано-яйцевидная, слегка сжатая с боков, до 1.5-2 мм длиной.

## Распространение и экология

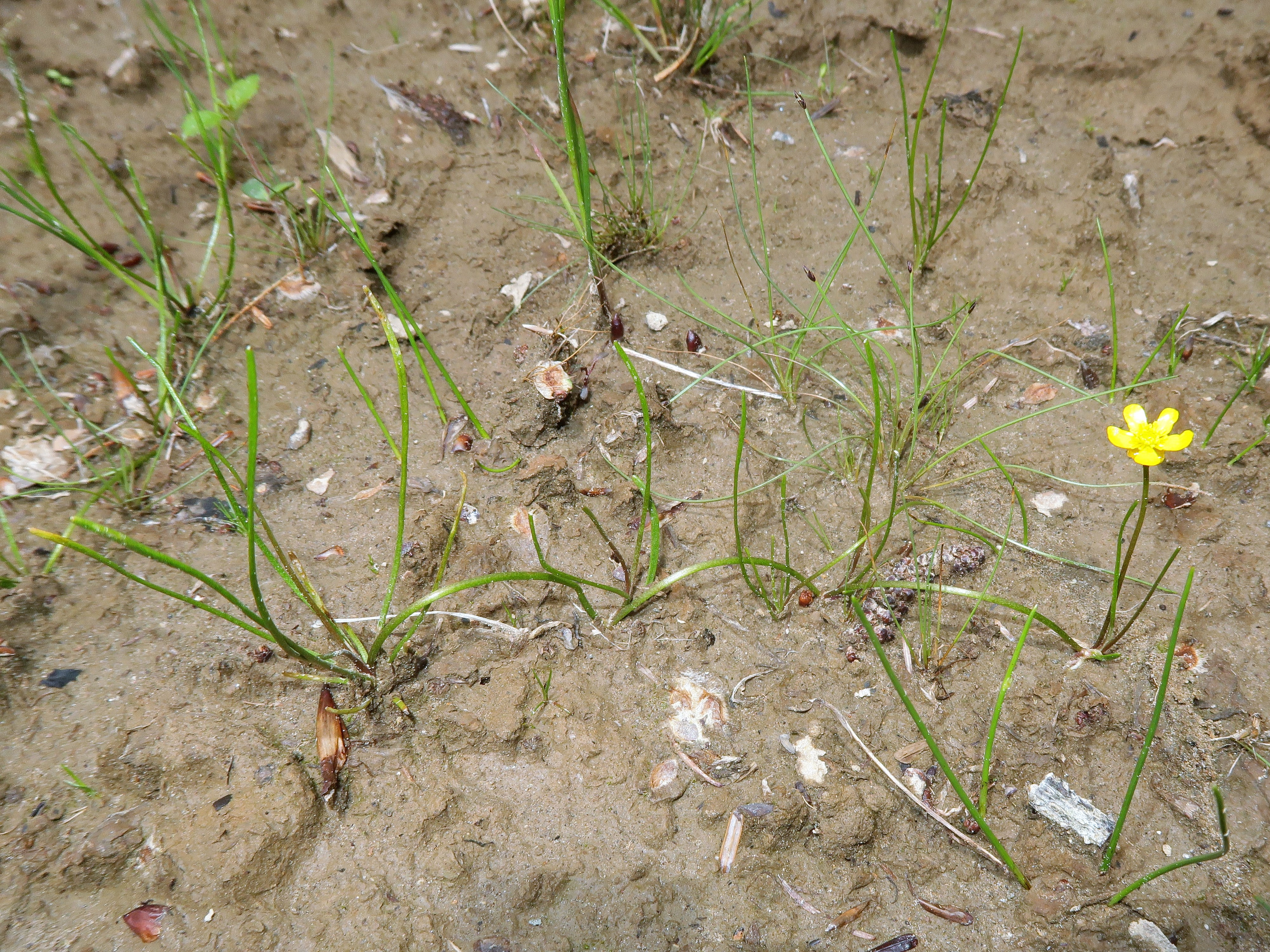
Укореняющиеся побеги лютика стелющегося

Природный ареал охватывает Арктические области Европы, Скандинавию, Среднюю Европу, Монголию, Северной Америке.
На территории России встречается в Арктических регионах, на Европейской части, в Западной и Восточной Сибири, на Дальнем Востоке.
Предпочитает сырые места, берега водоёмов и мелководные участки, сырые луга, болота.

## Хозяйственное значение и применение
Лекарственное (алкалоидосодержащее) и кормовое растение.

## Классификация

### Таксономия
Ranunculus reptans L., 1753, Sp. Pl. : 549
Вид Лютик стелющийся относится к роду Лютик (Ranunculus) семейства Лютиковые (Ranunculaceae) порядка Лютикоцветные (Ranunculales). Таксономическая схема в соответствии с Системой APG IV по состоянию на июнь 2024 года:
|  |                                      |  |                                   |                                   |                     |  | ещё 6 семейств | ещё 6 семейств |                      |  |                        |  | еще 1 615 подтвержденных видов и 480 видов, ожидающих подтверждения | еще 1 615 подтвержденных видов и 480 видов, ожидающих подтверждения |  |
|  |                                      |  |                                   |                                   |                     |  | ещё 6 семейств | ещё 6 семейств |                      |  |                        |  | еще 1 615 подтвержденных видов и 480 видов, ожидающих подтверждения | еще 1 615 подтвержденных видов и 480 видов, ожидающих подтверждения |  |
|  |                                      |  |                                   | порядок Лютикоцветные             |                     |  |                |                | род Лютик            |  |                        |  |                                                                     |                                                                     |  |
|  |                                      |  |                                   | порядок Лютикоцветные             |                     |  |                |                | род Лютик            |  | 1 внутривидовой таксон |  |                                                                     |                                                                     |  |
|  | отдел Цветковые, или Покрытосеменные |  |                                   |                                   | семейство Лютиковые |  |                |                | вид Лютик стелющийся |  |                        |  |                                                                     |                                                                     |  |
|  | отдел Цветковые, или Покрытосеменные |  |                                   |                                   |                     |  |                |                |                      |  |                        |  |                                                                     |                                                                     |  |
|  |                                      |  | ещё 63 порядка цветковых растений | ещё 63 порядка цветковых растений |                     |  |                | ещё 53 рода    | ещё 53 рода          |  |                        |  |                                                                     |                                                                     |  |
|  |                                      |  |                                   | ещё 63 порядка цветковых растений |                     |  |                |                | ещё 53 рода          |  |                        |  |                                                                     |                                                                     |  |

### Синонимы
- Ranunculus filiformis Michx.
- Ranunculus flagellifolius Nakai
- Ranunculus flammula f. reptans (L.) Ostenf.
- Ranunculus flammula var. filiformis (Michx.) Hook.
- Ranunculus flammula var. reptans (L.) Schltdl. ex E.Mey.
- Ranunculus microlonchus Greene
- Ranunculus reptans f. reptans
- Ranunculus reptans var. reptans